# Национално знаме на Колумбия
Националният флаг на Колумбия е приет на 26 ноември 1861 г. Представлява хоризонтален трикольор от жълто, синьо и червено. Жълтата линия заема горната половина от знамето, а синята и червената си поделят долната половина. Според съвременните интерпретации жълтото символизира богатите земни ресурси, синьото – двата океана, които мият бреговете на Колумбия, а червеното – кръвта на героите, паднали за независимостта ѝ.

## Знаме през годините
- (1831 – 1834)
- (1834 – 1861)
- (1861)